# Nikolaï Kachkine
Nikolaï Kachkine (en russe : Николай Дмитриевич Кашкин), né le 27 novembre 1839 (9 décembre dans le calendrier grégorien) à Voronej en Russie, mort le 15 mars 1920 à Kazan, est un critique musical russe, pédagogue, écrivain. Il était aussi professeur de théorie musicale au Conservatoire Tchaïkovski de Moscou. 

## Biographie
Né à Voronèje en 1839, dans la famille du libraire Dmitri Kachkine, Nikolaï Kachkine est éduqué à la maison et reçoit une première formation musicale avec son père.
En 1860, il s'installe à Moscou et travaille quelque temps chez le pianiste d'origine française Alexandre Dubuque. À partir de 1863, il enseigne à la Société musicale russe, puis, en 1866, il enseigne la théorie musicale au Conservatoire Tchaïkovski de Moscou, l'histoire de la musique et le piano. En 1875, il obtient le titre de professeur. Il devient ensuite collaborateur de Bulletin russe puis de Bulletin moscovite. Parmi ses principaux ouvrages : le Manuel de la théorie musicale russe, a été le plus répandu et réédite à plusieurs reprises (1875), Essais de l'histoire de la musique russe, Scène d'Opéra au Théâtre Bolchoï (1897, sous le pseudonyme de N. Dmitriev). Il traduit aussi le manuel sur le contrepoint de Ludwig Bussler (Moscou, 1885). Il a aussi laissé des Souvenirs de la vie et l'œuvre de Piotr Ilitch Tchaïkovski (1896) et de Nikolaï Rubinstein. Il s'est particulièrement intéressé aussi dans cet ouvrage à la tentative de suicide de Piotr Tchaïkovski en reprenant ce que Tchaïkovski lui en avait personnellement confié.  

## Publications
- (ru) N/ Kachkine (Кашкин Н. Д.) et Semîon Chlifchtein (Шлифштейн, Семён Исаакович), Article sur la musique russe et les musiciens (Статьи о русской музыке и музыкантах), Moscou,‎ 1953
- (ru) N/ Kachkine ( Кашкин Н. Д.) et Semion Chlifchtein  (Шлифштейн, Семён Исаакович), Souvenirs de Tchaïkovski (Воспоминания о П. И. Чайковском), Moscou, Музгиз,‎ 1954, 228 p.
- (ru) N/ Kachkine et Semion Chlifchtein (Шлифштейн, Семён Исаакович), Choix d'articles sur Thaïkovski, Moscou., Музгиз,‎ 1954, 240 p.

## Liens extérieurs
- (ru) Nikolaï Kachkine Кашкин Николай Дмитриевич
- (ru) Nikolaï Kachkine Кашкин Николай Дмитриевич
- Notices d'autorité :   - VIAF
  - ISNI
  - BnF (données)
  - IdRef
  - LCCN
  - GND
  - Japon
  - Pays-Bas
  - Pologne
  - Israël
  - NUKAT
  - Norvège
  - Russie
  - Tchéquie
  - Lettonie
  - WorldCat
- Ressources relatives à la musique :   - International Music Score Library Project
  - MusicBrainz
  - Muziekweb